# Afrixalus osorioi
Espèce
Synonymes
- Rappia osorioi Ferreira, 1906
- Megalixalus fornasinii congicus Laurent, 1941

Statut de conservation UICN

 LC  : Préoccupation mineure
Afrixalus osorioi est une espèce d'amphibiens de la famille des Hyperoliidae.

## Répartition
Cette espèce se rencontre en Angola, au Kenya, en Ouganda, en République démocratique du Congo. Elle pourrait être présente au Burundi et au Rwanda,.

## Publication originale
- Ferreira, 1906 : Algumas espécies novas ou pouco conhecidas de Amphibios e Reptis de Angola (Collecção Newton - 1903-1904). Jornal de Sciencias Mathematicas, Physicas e Naturaes, sér. 2, vol. 7, no 27, p. 159-171.